# Аритметички метод паровања
Аритметички метод паровања примењује се у шаху као метод паровања код Бергерових, односно кружних турнира.
Овај метод паровања је веома једноставан. На почетку се уради табела са бројем колона колико има парова, и са бројем редова колико турнир има кола.
| Коло    | пар | пар | пар | пар |
| ------- | --- | --- | --- | --- |
| Коло 1. | 1-8 |     |     |     |
| Коло 2. | 8-5 |     |     |     |
| Коло 3. | 2-8 |     |     |     |
| Коло 4. | 8-6 |     |     |     |
| Коло 5. | 3-8 |     |     |     |
| Коло 6. | 8-7 |     |     |     |
| Коло 7. | 4-8 |     |     |     |

Потом се прву колону се упишу парови за играча са последњим турнирским бројем, имајући у виду правило да последњи турнирски број са горњом половином играча има црне фигуре, а са доњом беле фигуре. Пример који следи је за турнир од 8 (или 7, јер, сходно правилима Бергеровог система, уколико је непаран број учесника турнирска табела своди се на први следећи паран број) играча.

У овом примеру, играч број 8 (последњи играч) игра против такмичара са бројевима 1, 2, 3, и 4 црним фигурама, док са такмичарима са редним бројевима 5, 6 и 7 игра белим фигурама.
| Коло    | пар | пар | пар | пар |
| ------- | --- | --- | --- | --- |
| Коло 1. | 1-8 | 2-  | 3-  | 4-  |
| Коло 2. | 8-5 | 6-  | 7-  | 1-  |
| Коло 3. | 2-8 | 3-  | 4-  | 5-  |
| Коло 4. | 8-6 | 7-  | 1-  | 2-  |
| Коло 5. | 3-8 | 4-  | 5-  | 6-  |
| Коло 6. | 8-7 | 1-  | 2-  | 3-  |
| Коло 7. | 4-8 | 5-  | 6-  | 7-  |

Потом се, идући слева надесно и одозго наниже упишу бројеви (играчи који ће имати беле фигуре) од 1 до 7 (1, 2, 3, 4 за прво коло, 5, 6, 7, 1 за друго, 2, 3, 4, 5 за треће, 6, 7, 1, 2 за четврто итд). Када се стигне до броја 7, уписивање поново почиње од броја 1 и све тако до краја табеле.

У примеру су дати правилно уписани бројеви. При томе, прескачу се бројеви играча који се сусрећу са играчем носиоцем последњег турнирског броја. У ствари, у овом кораку уписано је: (2, 3, 4 за прво коло, 6, 7, 1 за друго, 3, 4, 5 за треће, 7, 1, 2 за четврто итд).
| Коло    | пар | пар | пар | пар |
| ------- | --- | --- | --- | --- |
| Коло 1. | 1-8 | 2-7 | 3-6 | 4-5 |
| Коло 2. | 8-5 | 6-4 | 7-3 | 1-2 |
| Коло 3. | 2-8 | 3-1 | 4-7 | 5-6 |
| Коло 4. | 8-6 | 7-5 | 1-4 | 2-3 |
| Коло 5. | 3-8 | 4-2 | 5-1 | 6-7 |
| Коло 6. | 8-7 | 1-6 | 2-5 | 3-4 |
| Коло 7. | 4-8 | 5-3 | 6-2 | 7-1 |

Након што смо на тај начин добили играче који ће имати беле фигуре, на крају се, да би се добили играчи који ће имати црне фигуре, уназад редом уписују бројеви од 7 до 1, на исти начин као што смо одредили беле играче, и наравно, поново без прве колоне.

Као контрола, може нам послужити правило Бергеровог система да играч број 1 у сваком колу игра са играчем чији је редни број једнак редном броју кола, са изузетком је првог кола, када игра са последњим на турнирској табели, или кад је (код непарног броја играча) слободан. Тако, знамо да ће играч број 1 у 2. колу играти са бројем 2, у 3. колу са бројем 3, итд.
Аритметички метод паровања, осим што је веома једноставан, врло је ефикасан. За разлику од алгебарског метода, аутоматски се добијају сви подаци: парови, кола, боје фигура и распоред играча по столовима.